# 杜阿迪克
杜阿迪克（法語：Douadic，法語發音：[dwadik]）是法国安德尔省的一个市镇，位于该省西部，属于勒布朗区。

## 地理
杜阿迪克（46°42'18"N, 1°6'41"E）面积43.14 平方千米，位于法国中央-卢瓦尔河谷大区安德尔省，该省份为法国中部省份，北起卢瓦-谢尔省，西北接安德尔-卢瓦尔省，西南接维埃纳省，南至克勒兹省和上维埃纳省，东临谢尔省。
与杜阿迪克接壤的市镇（或旧市镇、城区）包括：勒布朗、兰热、吕勒伊、普利尼圣皮埃尔、罗奈。

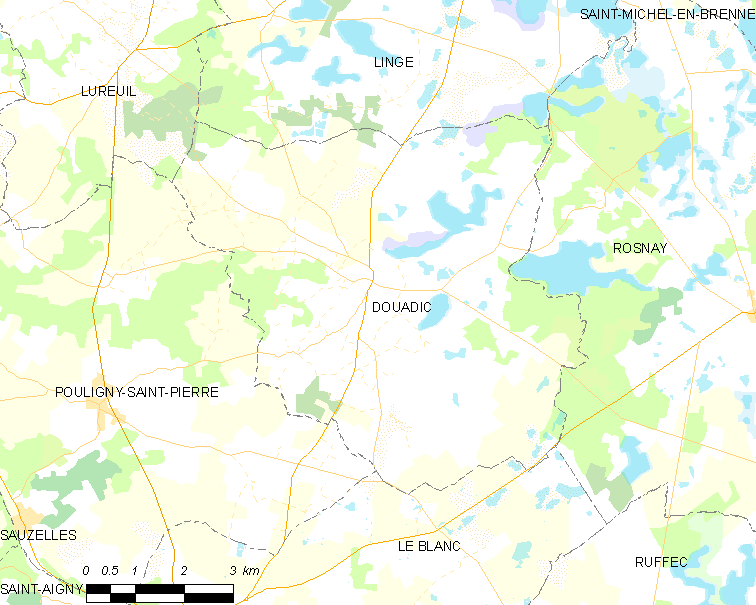
杜阿迪克的OSM定位图

杜阿迪克的时区为UTC+01:00、UTC+02:00（夏令时）。

## 行政
杜阿迪克的邮政编码为36300，INSEE市镇编码为36066。

## 政治
杜阿迪克所属的省级选区为勒布朗县。

## 人口

1962-2008年间杜阿迪克人口变化图示

杜阿迪克于2022年1月1日时的人口数量为473人。